# Puerto Rico Challenger Tennis Tournament
Il Puerto Rico Challenger Tennis Tournament è stato un torneo professionistico di tennis giocato sul cemento. Faceva parte dell'ATP Challenger Series. L'unica edizione si è disputata nel 2008 a Humacao, in Porto Rico.

## Albo d'oro

### Singolare
| Anno | Campione      | Finalista    | Punteggio   |
| ---- | ------------- | ------------ | ----------- |
| 2008 | Gilles Müller | Iván Miranda | 7–5, 7–6(2) |

### Doppio
| Anno | Campioni                  | Finalisti             | Punteggio |
| ---- | ------------------------- | --------------------- | --------- |
| 2008 | Rajeev Ram Bobby Reynolds | Lester Cook Kevin Kim | 6–3, 6–4  |